# Дорнице
Дорнице (словен. Dornice) је насељено место у општини Водице, Средњесловенска регија, Словенија.

## Историја
До територијалне реорганизације у Словенији биле су у саставу града Љубљане, односно старе општине Шишка.

## Становништво
У попису становништва из 2011. године, Дорнице су имале 58 становника.
| Број становника према пописима | Број становника према пописима | Број становника према пописима |
| ------------------------------ | ------------------------------ | ------------------------------ |
| 1991                           | 2002                           | 2011                           |
| 58                             | 65                             | 58                             |

Напомена: Године 2014. извршена је мања размена територија између насеља Дорнице и Запоге.